# Orsolya Fecskés
Orsolya Fecskés (27 mei 1982) is een Hongaars schaatsster.
Fecskés deed in 2000 en 2001 mee aan het WK Junioren. Haar beste jaar was 2006 waarin ze meedeed aan zowel het EK Allround als het WK Sprint. Ook reed ze haar persoonlijke records in het begin van dat seizoen.

## Persoonlijke records
| Afstand    | Tijd    | Datum            | Baan           |
| ---------- | ------- | ---------------- | -------------- |
| 500 meter  | 40,85   | 18 november 2005 | Salt Lake City |
| 1000 meter | 1.21,41 | 18 november 2005 | Salt Lake City |
| 1500 meter | 2.06,00 | 13 november 2005 | Calgary        |
| 3000 meter | 4.33,40 | 12 november 2005 | Calgary        |
| 5000 meter | 9.01,52 | 16 februari 2006 | Boedapest      |

## Resultaten
| Jaar      | EK Allround | WK Sprint | Wereldbeker                         | WK Junioren |
| --------- | ----------- | --------- | ----------------------------------- | ----------- |
| 2000      |             |           |                                     | 40e         |
| 2001      |             |           |                                     | 40e         |
| 2002 2003 |             |           |                                     |             |
| 2004      |             |           | 0p 500m 0p 1000m 0p 1500m 0p 3/5 km |             |
| 2005      |             |           | 0p 1500m 0p 3/5 km                  |             |
| 2006      | NC26        | 32e       | 0p 500m 0p 1000m 0p 1500m 0p 3/5 km |             |

NC# = niet gekwalificeerd voor de laatste afstand, maar wel als # geklasseerd in de eindrangschikking
0p = wel deelgenomen, maar geen punten behaald